# Kreuzenzian-Ameisenbläuling

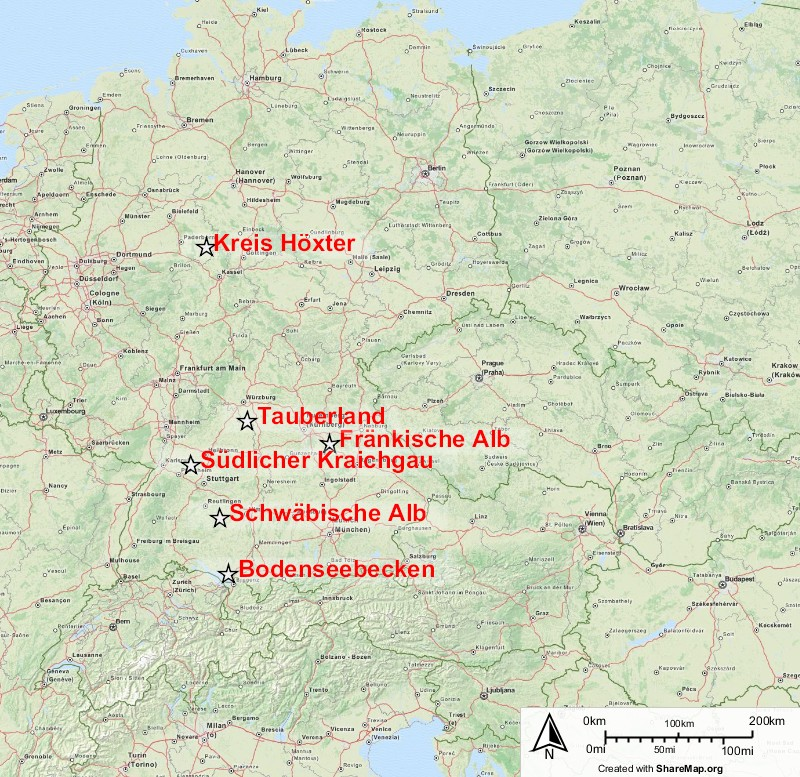
Verbreitungsschwerpunkte des Kreuzenzian-Ameisenbläulings in Deutschland nach Siewers (2009)

Der Kreuzenzian-Ameisenbläuling (Phengaris rebeli, Syn.: Maculinea rebeli) ist eine in Europa endemische Schmetterlingsart mit einem Verbreitungsgebiet von Nordspanien über das mittlere Südeuropa bis Osteuropa. Das Hauptvorkommen dieses Bläulings ist im östlichen Frankreich. In Deutschland findet man ihn vor allem in der Fränkischen und Schwäbischen Alb.

## Merkmale
Der Bläuling hat eine Flügelspannweite von 3 bis 4 Zentimetern. Die Flügelunterseite ist hellgrau und zeigt hell umrandete, schwarze Flecken. Die Flügeloberseite des Männchens ist intensiv blau, die des Weibchens dunkelgraubraun. Beide Geschlechter haben ein schmales, bis zu 2 mm breites schwarzes Band am Flügelrand, dem ein weißer, fransiger Saum folgt. Bei den Männchen fehlen im Vergleich zu den meisten anderen Phengaris-Arten die schwarzen Postdiskalflecken auf der Oberseite, die sich beim Weibchen kaum vom Untergrund abheben. Starke Ähnlichkeiten bestehen zu dem nahverwandten Lungenenzian-Ameisenbläuling, der jedoch in anderen Lebensräumen vorkommt.

## Ökologie und Gefährdung
Der Kreuzenzian-Bläuling ist eine wenig mobile und extrem standorttreue Art, die an Kalkmagerrasen gebunden ist. Individuen zeigen eine Flugdistanz von maximal 2,5 Kilometer. Ihre Flugzeit erstreckt sich von Mitte Juni bis Mitte Juli. Zu dieser Zeit legt das Weibchen am Kreuz-Enzian (Gentiana cruciata), der einzigen Raupennahrungspflanze, ihre weißen Eier ab. Hier ernähren sich die Raupen von den Staubbeuteln, Fruchtknoten und Samen der Blüte. Nach der dritten Häutung im Spätsommer lassen sie sich zu Boden fallen und von einer Art der Knotenameisen, Myrmica schencki, in deren Nest eintragen. Dort werden sie als Brutparasiten bis zur Verpuppung im nächsten Jahr von ihren Wirten gefüttert. Dabei imitieren die Schmetterlingslarven zur Anpassung den Geruch von Ameisenlarven, zwischen denen sie liegen. Zudem erzeugen sie ähnliche Geräusche wie die Ameisenköniginnen, so dass sie bei Gefahr sogar bevorzugt gerettet werden.
Die Abhängigkeit des Kreuzenzian-Bläulings von Knotenameisen und Kreuzenzian auf den immer seltener gewordenen Kalkmagerrasen und seine geringe Mobilität erklären seine Bedrohungssituation. Deutschlandweit gilt die Art gemäß der Roten Liste als stark gefährdet (Kategorie 2). Mit der Brachenleite bei Tauberbischofsheim wurde durch Verordnung des Regierungspräsidiums Stuttgart vom 17. Dezember 2014 ein Naturschutzgebiet mit einem Bestand von rund 900 Stöcken des Kreuz-Enzians geschaffen, in dem der Kreuzenzian-Ameisenbläuling ideale und fortan gesicherte Lebensbedingungen vorfindet.

## Taxonomie
Der Artstatus und die Eigenständigkeit von Phengaris rebeli wird aufgrund molekularer, chemischer und morphologischer/ökologischer Gründe bestritten. Möglicherweise handelt es sich eher um einen an warmtrockene Habitate angepassten Ökotyp des variablen Maculinea alcon. Obwohl eine Synonymisierung naheliegend ist, wird sie von Vielen aufgrund des Artenschutzes zurzeit noch vermieden.